# Soumaintrain (Käse)

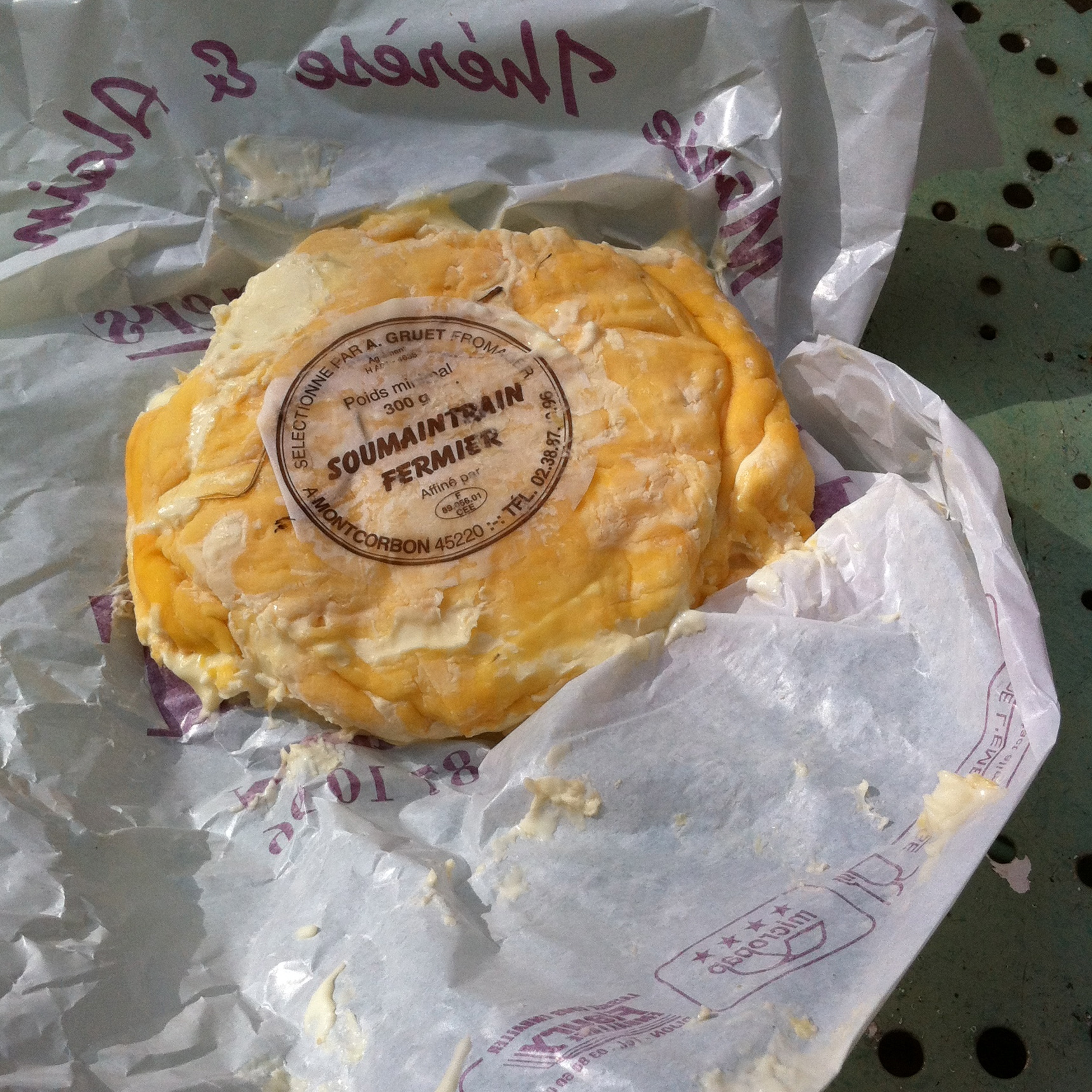
Soumaintrain

Der Soumaintrain ist ein herkunftsnachgewiesener Käse, der in den Départements Aube oder Yonne entweder aus pasteurisierter oder roher Kuhmilch hergestellt wird.
Bei einem Fettgehalt von 45 % ist er cremig-weich, hat eine faltige, beige bis leicht rötliche Rinde und je nach Reife einen milden bis kräftigen Geschmack.
Während der zweimonatigen Reifung wird der Soumaintrain mehrfach mit Salzlake und Marc de Chablis gewaschen.
Der Name des Käses leitet sich von der Gemeinde Soumaintrain im Département Yonne ab.